# Muchang Xiang
Muchang Xiang (kinesiska: 木场, 木场乡) är en socken i Kina. Den ligger i provinsen Yunnan, i den sydvästra delen av landet, omkring 390 kilometer väster om provinshuvudstaden Kunming. Antalet invånare är 18 666. Befolkningen består av 8 474 kvinnor och 10 192 män. Barn under 15 år utgör 21,0 %, vuxna 15-64 år 70 %, och äldre över 65 år 8,0 %.
Genomsnittlig årsnederbörd är 1 363 millimeter. Den regnigaste månaden är juli, med i genomsnitt 368 mm nederbörd, och den torraste är februari, med 9 mm nederbörd.